# Leichtathletik-Weltmeisterschaften 2023/Teilnehmer (Trinidad und Tobago)
| Gelbes Symbol für Goldmedaillen mit stilisierten Olympischen Ringen | Graues Symbol für Silbermedaillen mit stilisierten Olympischen Ringen | Braundes Symbol für Bronzemedaillen mit stilisierten Olympischen Ringen |
| ------------------------------------------------------------------- | --------------------------------------------------------------------- | ----------------------------------------------------------------------- |
| —                                                                   | —                                                                     | —                                                                       |

Der Leichtathletikverband von Trinidad und Tobago nahm an den Leichtathletik-Weltmeisterschaften 2023 in Budapest teil. 16 Athletinnen und Athleten wurden vom Verband aus Trinidad und Tobago nominiert.

## Ergebnisse

### Männer

#### Laufdisziplinen
| Athlet                                                                                                | Disziplin | Vorlauf        | Vorlauf | Halbfinale | Halbfinale | Finale | Finale |
| Athlet                                                                                                | Disziplin | Zeit           | Platz   | Zeit       | Platz      | Zeit   | Platz  |
| --- | --------- | -------------- | ------- | ---------- | ---------- | ------ | ------ |
| Jereem Richards                                                                                       | 400 m     | 45,15 s        | 03      | 44,76 s    | 04         | DNQ    | DNQ    |
| Devin Augustine Jerod Elcock Omari Lewis Revell Webster nicht eingesetzt: Judah Taylor                | 4 × 100 m | 38,89 s        | 05      |            |            | DNQ    | DNQ    |
| Asa Guevara Shakeem Mc Kay Renny Quow Jereem Richards nicht eingesetzt: Joshua St. Clair Judah Taylor | 4 × 400 m | 3:01,54 min SB | 07      |            |            | DNQ    | DNQ    |

#### Sprung/Wurf
| Athlet          | Disziplin | Qualifikation | Qualifikation | Finale     | Finale |
| Athlet          | Disziplin | Weite/Höhe    | Platz         | Weite/Höhe | Platz  |
| --------------- | --------- | ------------- | ------------- | ---------- | ------ |
| Keshorn Walcott | Speerwurf | DNS           | DNS           | DNQ        | DNQ    |

### Frauen

#### Laufdisziplinen
| Athletin                                                                                  | Disziplin | Vorlauf    | Vorlauf | Halbfinale | Halbfinale | Finale | Finale |
| Athletin                                                                                  | Disziplin | Zeit       | Platz   | Zeit       | Platz      | Zeit   | Platz  |
| ----------------------------------------------------------------------------------------- | --------- | ---------- | ------- | ---------- | ---------- | ------ | ------ |
| Michelle-Lee Ahye                                                                         | 100 m     | 11,16 s SB | 02      | 11,18 s    | 05         | DNQ    | DNQ    |
| Leah Bertrand                                                                             | 100 m     | 11,32 s    | 06      | DNQ        | DNQ        | –      | –      |
| Michelle-Lee Ahye Leah Bertrand Akilah Lewis Reyare Thomas nicht eingesetzt: Taejha Badal | 4 × 100 m | 42,85 s SB | 05      |            |            | DNQ    | DNQ    |